# 中田寅吉
中田 寅吉（なかた とらきち、1860年頃 - 没年不詳）は、日本の民間人として初めて気球に乗って浮揚した人物である。

## 日本初の民間気球実験
1877年秋、京都府知事、槇村正直の発案で、京都博覧会に有人気球を飛ばすことになり、京都府学務局の原田千之介は当時理化学機械などを製作販売していた島津源蔵（島津製作所）に製作を依頼した。島津源蔵は羽二重に、コンニャクやダンマルゴムを塗布して気密を保ち、国産の気球を完成させた。
中田寅吉は島津の工場の下請けをしていた三崎吉兵衛の番頭で、当時18歳で、小柄な体格であったことから「チン寅」と呼ばれていた。その小柄軽量を見込まれて、浮力が十分でなかった気球に乗ることを頼まれた。1877年12月6日、京都仙洞御所で行われた軽気球の試揚は、48,800枚の入場券を売り切り、未明から見物人が詰めかけた。無人の風船を飛揚させた後、午後2時頃、寅吉を乗せた気球は20間あまり浮揚し、写真を撮影した後、引き降ろされた。寅吉は生きた心地がせず、ずっと念仏を唱えていたとする資料もある。その後、寅吉のかわりに人形を乗せて、150間の高さまで浮上させ、1時間の後、気球は引き降ろされた。